# 旅游保险

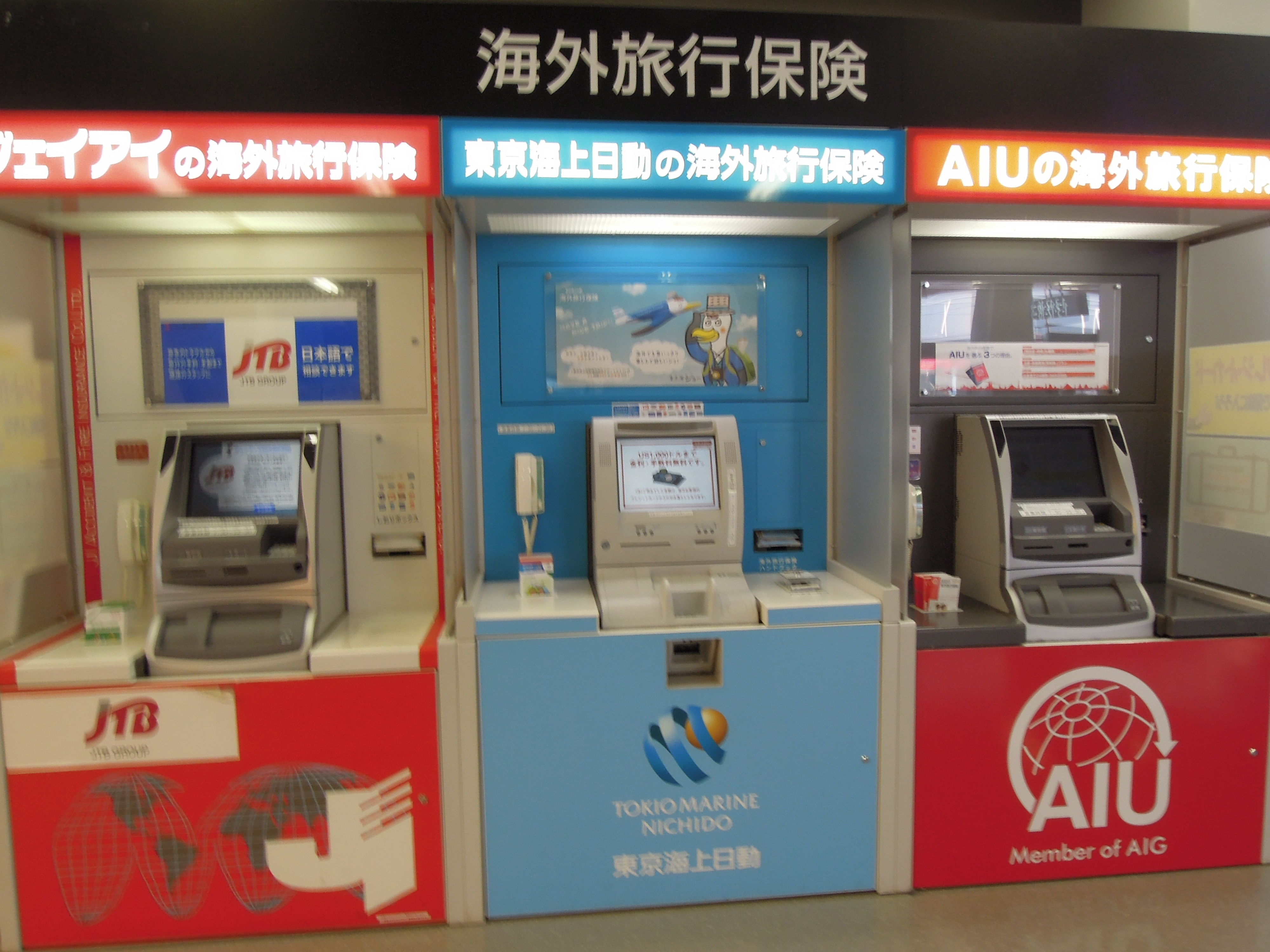
日本的旅行保險販賣機

旅遊保险（英語：travel insurance），又稱為旅行保險，简称旅保。可以具体分為旅遊延误险、旅遊平安險、旅遊醫療險等等。是用於支付醫療費用、旅行取消、行李遺失、飛行事故、和其他國際或國內旅行損失的保險。
旅遊通常保險僅保障特定期間，例如从出发到返回之间的时间段，各种不同旅游类型消費者均可找到相应的旅游保险投保。

## 保險類型與保障範圍
旅遊保險的保障範圍因各家保險公司及方案而異，主要包含：

### 旅遊醫療險
主要保障在旅遊期間因發生意外災害及突發疾病時所需支出的醫療費用，可能包含運送到醫療場合的救護費用。
由於各國健康保險通常僅保障本國國民，外國人就醫將被收取高額醫療費用，旅遊醫療險遂成為旅遊保險熱門類型之一。

### 旅遊不便險
主要保障因各種突發狀況導致旅程遭到取消、縮短或中斷，所需支出的費用或罰鍰。常見突發狀況如：
- 行李延誤
- 行李遺失、被盜或損壞，包括個人物品及有效證件
- 航班取消
- 航班延誤

常見保障範圍如：因行李延誤需另外購置生活必須品的費用、因航班取消需另外購買交通票券的費用...等。
因保障內容差異大，部份國家中央主管機關擬統一規範基本保障事項，以符合消費者權益。例如，中華民國金管會保險局擬規定海外旅遊不便險基本承保範圍，一定要有「旅程縮短保險、班機延誤保險、行李延誤保險、行李損失保險」這4項。

### 旅遊平安險
旅行平安保險係提供被保險人於保險契約有效期間內，因遭受意外傷害事故（指非由疾病引起之外來突發事故），致其身體蒙受傷害而致失能或死亡之保障。

## 其他保障範圍
一些旅遊保險政策亦提供額外的保險費用，如：
- 預先存在的疾病（如哮喘、糖尿病）
- 具有風險因素的運動（如滑雪、潛水）
- 前往高風險國家（如戰爭、自然災害和恐怖主義行為）
- 第三方供應商破產
- 急性發作的預先存在條件

## 不包括類型
- 預先存在的醫療條件，去往的目的地治療
- 擇期手術或治療
- 戰爭
- 恐怖主義
- 酒精、藥物等其他魯莽行為造成的傷害或疾病

此外，旅行保險也提供其他服務，通常為全天24小時，每週7日，包括禮賓服務和緊急旅行援助。預先存在的醫療條件，會在出發日期前聲明。

## 投保方式
隨著旅遊相關產業的蓬勃發展與個人旅遊的盛行，相較於其他保險，旅遊保險的消費者更注重即時性、自主性與便利性，因此也發展出了多元的投保方式。

#### 自動投保
許多銀行將旅遊保險列為信用卡權益之一，只要使用該行信用卡支付旅遊主要費用，如：機票費用、旅館費或旅遊團費，即自動享有旅遊保險，保障內容與範圍視各家銀行不同。

#### 臨櫃投保
目前幾乎各大機場均設置海外旅遊平安保險專櫃，部份更設有自助式投保機台。

#### 網路投保
網路投保已成為許多個人旅遊消費者購買旅遊保險的主要管道。

## 外部連結
- Travel Insurance Advice UK （页面存档备份，存于） from the British Foreign & Commonwealth Office
- Travel Insurance Advice USA （页面存档备份，存于） from the U.S. Department of State
- Travel Advisories CA （页面存档备份，存于） ，加拿大政府
- Travel Insurance Advice AU ，澳大利亞政府
- Travel Insurance Advice IN （页面存档备份，存于） ，印度政府

1. ↑  聯合新聞網. . 聯合新聞網.   [2019-04-29]. （原始内容存档于2019-08-24） （中文（臺灣））.
2. ↑  金融監督管理委員會-保險局. . 金融監督管理委員會-保險局. 2019-01-31  [2019-04-29]. （原始内容存档于2019-08-23） （中文）.
3. ↑  資訊處；維護廠商-頑石創意股份有限公司, 系統維護單位-桃園國際機場股份有限公司. . www.taoyuan-airport.com.   [2019-04-29]. （原始内容存档于2020-02-12） （中文（臺灣））.